# 林传光
林传光（1910年—1980年），男，字继耕，号浣生，福建闽侯人，中国植物病理学家，植物真菌和病毒学家，农业教育家。北京农业大学教授。

## 生平
清宣统二年九月二十七日（公历1910年10月30日）出生于福建省闽侯县，父亲务农兼营商业。1929年毕业于英华中学。同年入福建协和大学生物系，1年后转入南京金陵大学农学院植物病理系，师从戴芳澜和俞大绂，1933年毕业，获学士学位。其后留校任助教，1937年升任讲师。同年赴美国深造，在康奈尔大学研究生院主修植物病理学，副修植物生理学和真菌学。
留学期间专攻真菌孢子萌发能量问题。1940年毕业，获哲学博士学位。回国后历任成都金陵大学副教授、国民政府农林部专员等职。1944年再度赴美进行科学考察。1946年，受聘为国立北京大学农学院教授兼植物病理学系主任。
1949年加入中国民主同盟，担任北京农业大学植物病理学系及植物保护系教授。曾任中国农业科学院植物保护研究所副所长，中国民主同盟中央文教委员会委员，第三届全国人民代表大会代表，第二、三届北京市政治协商会议委员，中国植物保护学会第一、二届理事会理事，《植物病理学报》编委等职。
1980年3月31日逝世。终年69岁。

## 科学贡献
在康奈尔大学深造期间，师从植物病理学家赫伯特·海斯·怀素。博士论文是《果生核盘菌分生孢子萌发与铜的毒性》。
曾担任中国科学院微生物研究所兼职研究员，从1953年开始主持研究马铃薯退化问题。他在研究退化受环境影响的同时也注意到病毒的侵染作用。倡导用赤霉素或硫脲处理块茎或喷射幼芽，可以促使退化种薯发出的幼芽在基部形成坏死斑。

## 作品
着有《普通植物病理学》、《真菌学》等。